# Mercedes-Benz L 701
 (avril 2024).
Le Mercedes-Benz L 701 est un camion d'une charge utile de 3 tonnes à capot de la marque Mercedes-Benz, fabriqué par Daimler-Benz dans l'usine de Mannheim de 1944 à 1949. Le véhicule a été construit sous une réplique sous licence basée sur l'Opel Blitz, introduit pour la première fois par Opel en 1936.
Daimler-Benz avait reçu l’ordre par un arrêté du 04.06.1942 d’arrêter la production de sa propre Mercedes L 3000 et de construire à la place le camion Opel Blitz de 3 tonnes sous licence à l’usine Mercedes de Mannheim. La réplique a reçu la désignation de type L701 et a été produite pour la première fois le 20.07.1944 à Mannheim. Le 06.08.1944, l’usine Opel de Brandebourg, où tous les camions Opel Blitz avaient été produits jusqu’alors, a été complètement détruite par le bombardement de 40 bombardiers Liberator. Par conséquent, la production du camion de 3 tonnes n’a été possible qu’à l’usine Mercedes de Mannheim. Le moteur, un nouveau moteur à soupapes en tête de 3,6 litres, provenait de l’Opel Admiral. La courbe de couple a été optimisée pour un usage militaire. Pour cela, une partie de la puissance maximale a été sacrifiée et réglée à 68 ch. En raison de la pénurie de matières premières, certains composants ont été modifiés par rapport à la version d’origine. En particulier, les ailes ont été conçues pour être plus plates et la cabine du conducteur a été faite de bois au lieu d’acier.
En 1944, 1880 exemplaires de l’Opel Blitz ont été reconstruits sous le nom de Type 701. Au cours des premiers mois de 1945, 650 véhicules supplémentaires ont été produits à l’usine de Mannheim. Après la fin de la guerre, Daimler-Benz a construit le L701 comme premier camion de 1945 à 1949. Cela a été possible parce que les installations de production étaient restées relativement intactes. Les camions ont été livrés sans aucun dessin de fabrication. Adam-Opel AG a accepté la reproduction sous licence, mais souhaitait céder la moitié de la production par l’intermédiaire de son propre concessionnaire. À partir de 1948, la cabine en bois est à nouveau modifiée par une cabine en tôle fournie par Opel. La production s’est terminée le 10.06.1949. Le successeur était le L311 de Mercedes-Benz.

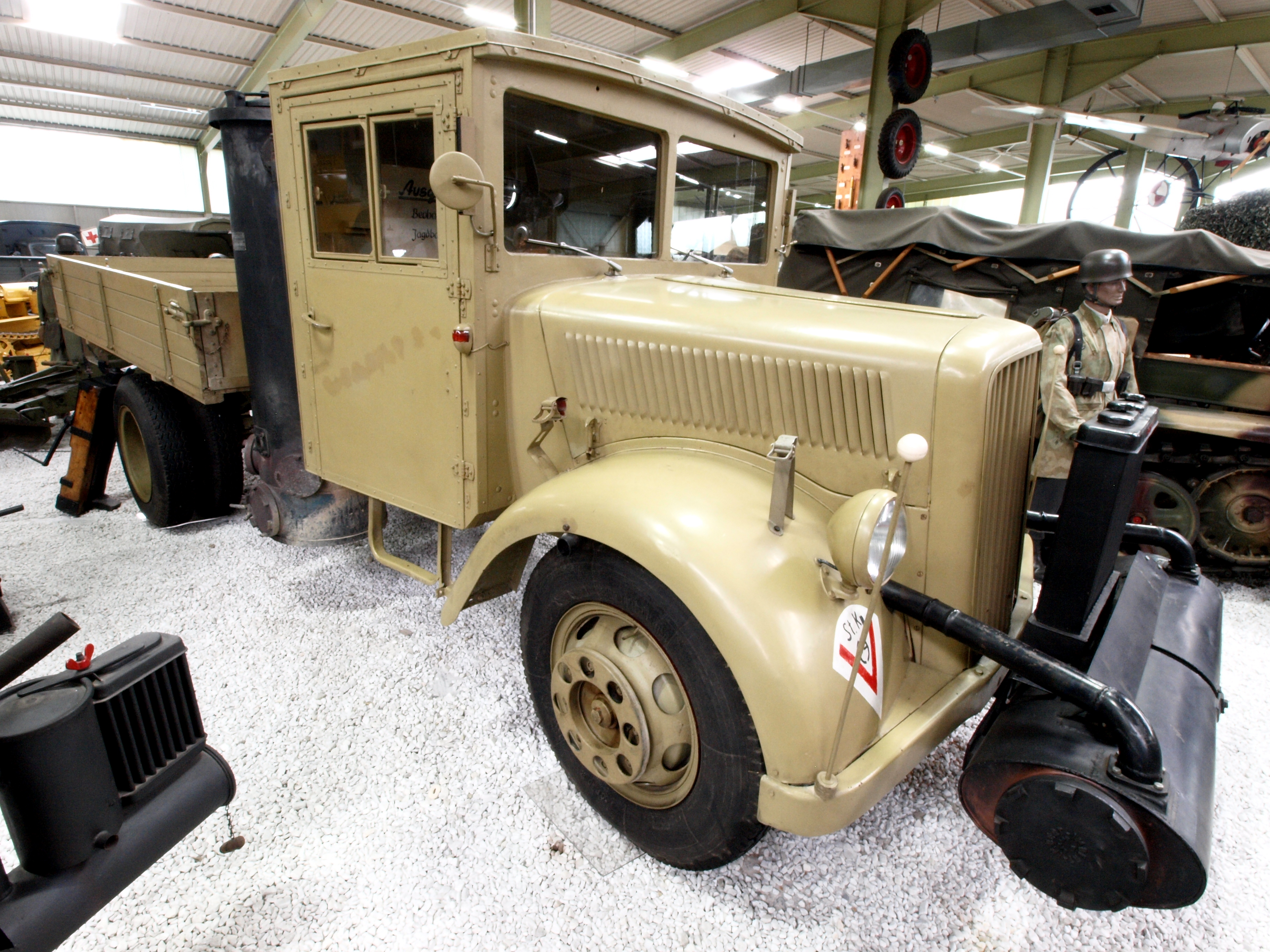
Une copie d’immatriculation Mercedes-Benz L701 d’un camion Opel Blitz avec générateur de gaz de bois

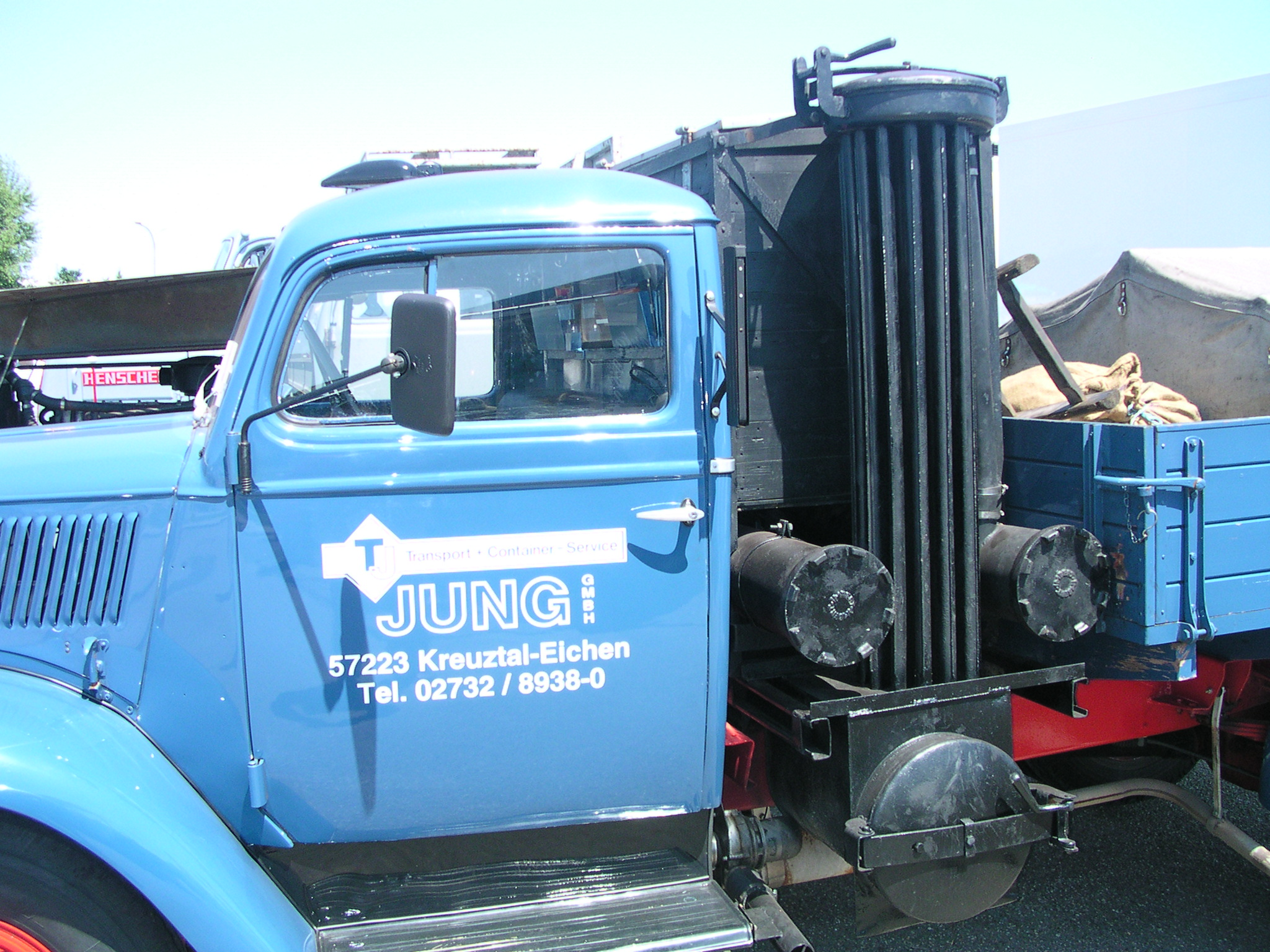
Mercedes-Benz L701 d’un camion Opel Blitz avec générateur de gaz de bois

## Technologie
Le L 701 est un camion avec un capot, deux essieux et un châssis en échelle. Les deux essieux rigides à l’avant et à l’arrière sont suspendus à des ressorts à lames. L’essieu avant est équipé de pneus simples, tandis que l’essieu arrière est équipé de pneus jumelés. Les pneus tout-terrain gonflés à l’air ont une taille de 7,25 à 7,50 ou 190 à 20. Le frein hydraulique agit sur toutes les roues, tandis que le frein de stationnement (frein à main) n’agit que sur les roues arrière. La boîte de vitesses a 5 vitesses.
Le moteur est un moteur à essence six cylindres en ligne à quatre temps refroidi par liquide avec un arbre à cames monté sur le côté qui contrôle le calage des soupapes via des tiges de poussée. Le moteur a un vilebrequin à quatre roulements.
La quantité d’huile était de 4,75 litres. Avec le réservoir d’essence de 92 litres, situé sous les sièges, il a été possible d’atteindre une autonomie de plus de 300 km avec une consommation moyenne de 25 litres aux 100 km. Le système de 12 volts actionnait également les phares principaux avec une puissance de 35 watts chacun. La garde au sol de 250 mm permettait également de rouler sur des terrains difficiles.

## L 701
Article principal : Maultier
La « Raspoutitsa » (en russe : распу́тица, en allemand « saison des mauvaises routes »), qui a également eu lieu au printemps, a même submergé les véhicules à quatre roues motrices. Par la suite, des véhicules équipés de boîtes de vitesses semi-chenilles ont été construits et appelés mulets, le mulet le plus fréquemment construit était l’Opel Blitz / L701, mais d’autres châssis ont également servi de base aux mules, notamment celui de la Mercedes-Benz L 4500. Les véhicules déjà construits ont été livrés à des entreprises spécialisées qui ont remplacé l’essieu arrière standard par la transmission par chaîne. Pour cette raison, les chiffres de production publiés des mules ne sont pas clairs, car le véhicule d’origine n’a souvent pas été compensé.

## Variantes (militaire)
L’accord de licence initial stipulait que Daimler-Benz produirait la variante S avec un empattement de 4200 millimètres, ainsi que la variante à traction intégrale de l’Opel Blitz, en plus de l’empattement habituel de 3600 millimètres :
- Empattement 3600 mm
- Empattement 4200 mm
- Variante à traction intégrale
- Véhicules de transport de personnel
- Camions à plateau
- Corps de plate-forme simplifié
- Chariot à caisses
- Camion de pompiers de char
- Wagon couvert
- Plateau avec/sans bâche
- Cadre bas
- Mules à suspension à chenilles

## Production avant guerre et après la Seconde Guerre mondiale
| Année | 1944 | 1945 |  | 1945 | 1946 | 1947 | 1948 | 1949 | total |
| ----- | ---- | ---- |  | ---- | ---- | ---- | ---- | ---- | ----- |
|       | 1880 | 650  |  | 747  | 1497 | 2001 | 3805 | 2250 | 12830 |